# Sebastian Festner
Sebastian Festner (Holzkirchen, 30 giugno 1894 – 25 aprile 1917) è stato un aviatore e militare tedesco, asso dell'aviazione durante la prima guerra mondiale accreditato di 12 vittorie aeree.

## Biografia
Sebastian Festner nasce ad Holzkirchen, nell'allora Regno di Baviera, il 30 giugno 1894. Inizia il servizio per l'esercito nel reparto di fanteria, dove viene ferito in battaglia, prima di passare all'aviazione nel mese di ottobre del 1914 nella Feldflieger Abteilung n. 1 con la qualifica di meccanico. Trasferito nella FFA 7b nel febbraio 1915 col grado di Gefreiter, Festner impara l'arte del volare non ufficialmente per poi intraprendere la formazione con la FEA 2b e la FEA 5b.
Il 10 settembre del 1916 viene trasferito nell'unità di aerei biposto della FFA 18 e cinque giorni più tardi prende servizio presso la FFA 5b. Il suo successivo spostamento avvenuto il 10 novembre 1916 lo vedrà membro della Jagdstaffel 11.
Sotto il comando di Manfred von Richthofen, Festner rivendica nel febbraio 1917 le sue prime 2 vittorie aeree (per l'abbattimento di un B.E.2c il 5 febbraio e di un F.E.8 del No.40 Squadron della Royal Flying Corps il 16 febbraio) prima di rivendicare altre 10 vittorie aeree nell'aprile del 1917, ricordato come "Bloody April" (aprile di sangue).

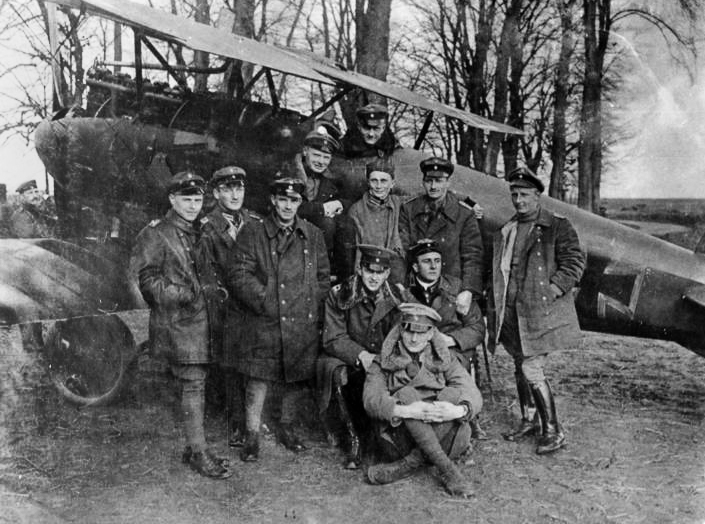
Sebastian Festner (terzo da sinistra) della Jasta 11 del Freiherr von Richthofen (seduto in aereo).

Il 23 aprile 1917, dopo aver ricevuto la Croce di Ferro sia di prima che di seconda classe, Sebastian Festner viene insignito della Croce di Cavaliere dell'Ordine Reale di Hohenzollern.
Il 25 aprile del 1917 l'Albatros D.III (numero seriale 2251/17) di Festner viene colpito nei pressi di Oppy schiantandosi dietro le linee britanniche, tra le città francesi di Gavrelle e Bailleul. I dettagli esatti dell'abbattimento sono sconosciuti;  potrebbe essere stato colpito dal fuoco di terra, potrebbe aver subito la rottura dell'elica oppure essere stato abbattuto da un Sopwith 1½ Strutter del No.43 Squadron della Royal Flying Corps, che ha sostenuto di aver abbattuto un Albatros. Dato che la zona era sotto il fuoco dell'artiglieria tedesca, non vi è stato alcun tentativo di recupero sia dell'aereo che del corpo.